# Joaquín Lluch y Garriga
Joaquín Lluch y Garriga, O.C.D., španski rimskokatoliški duhovnik, škof in kardinal, * 22. februar 1816, Manresa, † 28. september 1882.

## Življenjepis
Leta 1838 je prejel duhovniško posvečenje.
27. septembra 1858 je bil imenovan za škofa Kanarskih otokov in 12. decembra istega leta je prejel škofovsko posvečenje.
13. marca 1868 je bil imenovan za škofa Salamance, 16. januarja 1874 za škofa Barcelone in 22. junija 1877 še za nadškofa Seville.
27. marca 1882 je bil povzdignjen v kardinala.